# Cyprus International 2011
Die Cyprus International 2011 fanden vom 27. bis zum 30. Oktober 2011 in Nikosia statt. Das Preisgeld betrug 5.000 US-Dollar. Das Turnier hatte damit ein BWF-Level von 4B. Es war die 24. Auflage dieser internationalen Meisterschaften von Zypern im Badminton.

## Sieger und Platzierte
| Disziplin    | Gold                                | Silber                                   | Bronze                             |
| ------------ | ----------------------------------- | ---------------------------------------- | ---------------------------------- |
| Herreneinzel | Emil Holst                          | Henrik Tóth                              | Thomas Fynbo                       |
| Herreneinzel | Emil Holst                          | Henrik Tóth                              | Thomas Rouxel                      |
| Dameneinzel  | Lianne Tan                          | Tatjana Bibik                            | Kamila Augustyn                    |
| Dameneinzel  | Lianne Tan                          | Tatjana Bibik                            | Akvilė Stapušaitytė                |
| Herrendoppel | Theis Christiansen Niclas Nøhr      | Nikolaj Nikolaenko Nikolai Ukk           | Kian Andersen Theodor Johansen     |
| Herrendoppel | Theis Christiansen Niclas Nøhr      | Nikolaj Nikolaenko Nikolai Ukk           | Thomas Dew-Hattens Mathias Kany    |
| Damendoppel  | Tatjana Bibik Anastasia Chervyakova | Celine Juel Josephine van Zaane          | Joan Christiansen Louise Hansen    |
| Damendoppel  | Tatjana Bibik Anastasia Chervyakova | Celine Juel Josephine van Zaane          | Sarah Thomas Carissa Turner        |
| Mixed        | Niclas Nøhr Joan Christiansen       | Nikolaj Nikolaenko Anastasia Chervyakova | Thomas Dew-Hattens Louise Seiersen |
| Mixed        | Niclas Nøhr Joan Christiansen       | Nikolaj Nikolaenko Anastasia Chervyakova | Kasper Paulsen Celine Juel         |

## Finalresultate
| Disziplin    | Sieger                              | Finalist                                 | Ergebnis                      |
| ------------ | ----------------------------------- | ---------------------------------------- | ----------------------------- |
| Herreneinzel | Emil Holst                          | Henrik Tóth                              | 21–11, 21–8                   |
| Dameneinzel  | Lianne Tan                          | Tatjana Bibik                            | 13–21, 21–18, 18–11 (Aufgabe) |
| Herrendoppel | Theis Christiansen Niclas Nøhr      | Nikolaj Nikolaenko Nikolai Ukk           | 21–17, 21–13                  |
| Damendoppel  | Tatjana Bibik Anastasia Chervyakova | Celine Juel Josephine van Zaane          | 21–12, 21–11                  |
| Mixed        | Niclas Nøhr Joan Christiansen       | Nikolaj Nikolaenko Anastasia Chervyakova | 23–21, 21–18                  |